# Lars Chemnitz
Lars Hans Jens Josva Chemnitz (* 26. Oktober 1925 in Nuuk; † 18. November 2006) war ein grönländischer Politiker (Atassut) und Lehrer.

## Leben

### Familie und frühe Jahre
Lars Chemnitz war der Sohn des Landesrats Jørgen Niels Peter Chemnitz (1890–1956) und der Frauenrechtlerin Vilhelmine Else Kathrine Dorthe Josefsen (1894–1978).
1946 schloss Lars Chemnitz eine Lehrerausbildung an Grønlands Seminarium in seinem Geburtsort Nuuk ab und bildete sich bis 1951 in Haslev und anschließend ein Jahr an der Hochschule für Körperübungen weiter und war dann von 1952 bis 1953 als Lehrer in Haslev, von 1953 bis 1955 in Hornbæk, von 1955 bis 1957 in Helsinge und von 1957 bis 1958 in Sønderborg tätig. Er heiratete am 8. Mai 1958 in Kopenhagen das dänische Kindermädchen Annie Westergaard (1935–2013), Tochter des Maschinenmeisters Børge Michdal Westergaard (1909–?) und der Physiotherapeutin Kirsten Sofie Jerichow (1905–1977). 1958 zog er wieder nach Nuuk und arbeitete fortan dort. 1960 wurde er zum Vizeschulinspektor von Qaqortoq ernannt. Nach einer weiteren Weiterbildung an der dänischen Lehrerhochschule war er ab 1964 Schuldistriktsleiter der Gemeinde Qaanaaq und wechselte 1966 nach Ilulissat, wo er Schulinspektor wurde. Von 1968 bis 1969 war er Leiter der grönländischen Efterskole in Holstebro, kehrte dann aber nach Ilulissat zurück, wo er bis 1971 blieb.

### Karriere im Landesrat und erste Jahre im Parlament
1967 wurde er in Ilulissat lebend für den Wahlkreis 10 zum Mitglied von Grønlands Landsråd gewählt. 1968 kandidierte er für einen Sitz im Folketing, musste sich aber Knud Hertling geschlagen geben. Nach der Landesratswahl 1971 folgte er seinem Cousin Erling Høegh als Landesratsvorsitzender nach. Nachdem er nach Nuuk gezogen war, trat er bei der 1975 für den Wahlkreis 5 an und wurde erneut gewählt und als Landesratsvorsitzender bestätigt.
Lars Chemnitz war 1978 Mitgründer der konservativen Atassut und war ihr Gründungsvorsitzender. Nach Einführung der Hjemmestyre 1979 kandidierte er bei der ersten Wahl zum Inatsisartut und wurde mit 53 Jahren als ältester Abgeordneter ins Inatsisartut gewählt. Bei der Wahl 1983 verteidigte er seinen Parlamentssitz. Nebenher war er von 1979 bis 1984 als Berater für Freizeitunterricht tätig. Nachdem er 1979 und 1981 als Erster Stellvertreter von Peter Ostermann bei der Folketingswahl angetreten war, kandidierte er bei der Folketingswahl 1984 wieder selbst. Nachdem er gegen seinen Parteikollegen Otto Steenholdt verloren hatte, kündigte er seinen Rückzug aus der Politik an. Otto Steenholdt wurde neuer Parteivorsitzender und bei der Parlamentswahl im selben Jahr trat Lars Chemnitz nicht mehr an. Von 1985 bis 1986 war er Berater für grönländische Angelegenheiten im dänischen Udenrigsministeriet und von 1986 bis 1988 Personalentwicklungschef in der Grønlandsbanken.

### Politisches Comeback
Bei der Wahl 1987 unternahm er ein Comeback und wurde mit 61 Jahren als Ältester wieder ins Inatsisartut gewählt. Am 1. November 1988 wurde durch eine Gesetzesänderung das Amt des Parlamentspräsidenten neugeschaffen, während zuvor der Regierungschef qua Amt auch dem Parlament vorstand. Lars Chemnitz wurde zum Parlamentspräsidenten ernannt, was er bis zum Ende der Legislaturperiode 1991 blieb. Bei der Wahl 1991 wurde er erneut ins Parlament gewählt. Nachdem er 1987, 1988 und 1990 wieder als Zweiter Stellvertreter von Otto Steenholdt bei der Folketingswahl angetreten war, kandidierte er 1994 wieder selbst, unterlag Otto Steenholdt aber wie bereits zehn Jahre zuvor. Bei der Parlamentswahl 1995 verzichtete er auf eine Wiederwahl und beendete seine politische Karriere im Alter von 69 Jahren.
Lars Chemnitz war während seiner politischen Laufbahn Verfechter einer moderatkonservativen und dänemarkfreundlichen Politik. Zudem war er Mitglied des Aufsichtsrats der Grønlandsposten, des Grønlandsrådets, der Stiftungsverwaltung des königlichen Grönlandfonds, des Exekutivrats der Inuit Circumpolar Conference und der Grönländischen Gesellschaft, der er von 1985 bis 1987 vorstand. Er war weiterhin stark am Beitritt Grönlands zur EWG und dem später erfolgten Austritt beteiligt.
1971 wurde er zum Ritter des Dannebrogordens geschlagen. 1978 wurde Ritter 1. Grades und schließlich Kommandeur. Zudem war er gemeinsam mit Jonathan Motzfeldt der erste Empfänger des Nersornaat, den er am 1. Mai 1989 in Gold erhielt.
Nach seinem politischen Karriereende verließ er Grönland und lebte fortan in Dänemark, wo er 2006 im Alter von 81 Jahren starb.